# داگلاس فلت (کالیفرنیا)
داگلاس فلت (به انگلیسی: Douglas Flat) یک منطقهٔ مسکونی در ایالات متحده آمریکا است که در شهرستان کالاوراس، کالیفرنیا واقع شده‌است. داگلاس فلت ۵۹۹ متر بالاتر از سطح دریا واقع شده‌است.